# Michel Boule
Pas d'image ? Cliquez ici

a Compétitions nationales et continentales officielles uniquement.

b Matchs officiels uniquement.
Michel Boule, né le 7 mars 1937 à Miramont-de-Guyenne, est un joueur de rugby à XIII international français évoluant au poste d'ailier dans les années 1950 et 1960.
Il a joué tout d'abord au sein du club de Miramont en division inférieure du Championnat de France avant de rejoindre en 1960 le FC Lézignan. Avec ce dernier, il remporte de nombreux succès : deux titres de Championnat de France en 1961 et 1963, et un titre de Coupe de France en 1966.
Il compte sept sélections en équipe de France entre 1963 et 1964 prenant part à la tournée de l'équipe de France en 1964 en hémisphère sud.

## Palmarès
- Collectif : 
  - Vainqueur du Championnat de France : 1961 et 1963 (Lézignan).
  - Vainqueur de la Coupe de France : 1966 (Lézignan).
  - Finaliste de la Coupe de France : 1961 (Lézignan).

### Détails en sélection
| Matchs internationaux de Michel Boule | Matchs internationaux de Michel Boule | Matchs internationaux de Michel Boule | Matchs internationaux de Michel Boule | Matchs internationaux de Michel Boule | Matchs internationaux de Michel Boule | Matchs internationaux de Michel Boule | Matchs internationaux de Michel Boule | Matchs internationaux de Michel Boule | Matchs internationaux de Michel Boule | Matchs internationaux de Michel Boule | Matchs internationaux de Michel Boule |
|                                       | Date                                  | Adversaire                            | Résultat                              | Compétition                           | Poste                                 | Points                                | Essais                                | Pen.                                  | Drops                                 |                                       |                                       |
| ------------------------------------- | ------------------------------------- | ------------------------------------- | ------------------------------------- | ------------------------------------- | ------------------------------------- | ------------------------------------- | ------------------------------------- | ------------------------------------- | ------------------------------------- | ------------------------------------- | ------------------------------------- |
| sous les couleurs de la France        |                                       |                                       |                                       |                                       |                                       |                                       |                                       |                                       |                                       |                                       |                                       |
| 1.                                    | 3 avril 1963                          | Grande-Bretagne                       | 4-42                                  | Test-match                            | Ailier                                | -                                     | -                                     | -                                     | -                                     |                                       |                                       |
| 2.                                    | 13 juin 1964                          | Australie                             | 6-20                                  | Tournée                               | Ailier                                | -                                     | -                                     | -                                     | -                                     |                                       |                                       |
| 3.                                    | 4 juillet 1964                        | Australie                             | 2-27                                  | Tournée                               | Ailier                                | -                                     | -                                     | -                                     | -                                     |                                       |                                       |
| 4.                                    | 18 juillet 1964                       | Australie                             | 9-35                                  | Tournée                               | Ailier                                | -                                     | -                                     | -                                     | -                                     |                                       |                                       |
| 5.                                    | 25 juillet 1964                       | Nouvelle-Zélande                      | 16-24                                 | Tournée                               | Ailier                                | 3                                     | 1                                     | -                                     | -                                     |                                       |                                       |
| 6.                                    | 1er août 1964                         | Nouvelle-Zélande                      | 8-18                                  | Tournée                               | Ailier                                | 4                                     | -                                     | 2                                     | -                                     |                                       |                                       |
| 7.                                    | 15 août 1964                          | Nouvelle-Zélande                      | 2-10                                  | Tournée                               | Ailier                                | -                                     | -                                     | -                                     | -                                     |                                       |                                       |

### Statistiques
| Saison    | Saison   | Championnat           | Championnat | Championnat | Championnat | Championnat | Championnat | Championnat | Coupe           | Coupe      | Coupe | Coupe | Coupe | Coupe | Coupe |
| Saison    | Saison   | Comp.                 | Class.      | M           | Pts         | Ess.        | Buts        | Dp.         | Comp.           | Class.     | M     | Pts   | Ess.  | Buts  | Dp.   |
| --------- | -------- | --------------------- | ----------- | ----------- | ----------- | ----------- | ----------- | ----------- | --------------- | ---------- | ----- | ----- | ----- | ----- | ----- |
| 1957-1958 | Miramont | Seconde division      | ?           | ?           | -           | -           | -           | -           | Coupe de France | ?          | ?     | -     | -     | -     | -     |
| 1958-1959 | Miramont | Seconde division      | ?           | ?           | -           | -           | -           | -           | Coupe de France | ?          | ?     | -     | -     | -     | -     |
| 1959-1960 | Miramont | Seconde division      | ?           | ?           | -           | -           | -           | -           | Coupe de France | 1/8 finale | ?     | -     | -     | -     | -     |
| 1960-1961 | Lézignan | Championnat de France | Vainqueur   | ?           | -           | -           | -           | -           | Coupe de France | Finaliste  | ?     | -     | -     | -     | -     |
| 1961-1962 | Lézignan | Championnat de France | 1/4 finale  | ?           | -           | -           | -           | -           | Coupe de France | 1/2 finale | ?     | -     | -     | -     | -     |
| 1962-1963 | Lézignan | Championnat de France | Vainqueur   | ?           | -           | -           | -           | -           | Coupe de France | ?          | ?     | -     | -     | -     | -     |
| 1963-1964 | Lézignan | Championnat de France | 1/4 finale  | ?           | -           | -           | -           | -           | Coupe de France | 1/4 finale | ?     | -     | -     | -     | -     |
| 1964-1965 | Lézignan | Championnat de France | 1/4 finale  | ?           | -           | -           | -           | -           | Coupe de France | 1/4 finale | ?     | -     | -     | -     | -     |
| 1965-1966 | Lézignan | Championnat de France | 1/4 finale  | ?           | -           | -           | -           | -           | Coupe de France | Vainqueur  | ?     | -     | -     | -     | -     |
| 1966-1967 | Lézignan | Championnat de France | 1/4 finale  | ?           | -           | -           | -           | -           | Coupe de France | 1/8 finale | ?     | -     | -     | -     | -     |